# Vienna Vikings 2011
Questa voce raccoglie le informazioni riguardanti i Vienna Vikings nelle competizioni ufficiali della stagione 2011.

## Maschile

### Prima squadra

#### Austrian Football League 2011

##### Stagione regolare
| Vienna 20 marzo 2011, ore 15:00 1ª giornata | Vienna Vikings | 65 – 7 (41-0 14-7 10-0 0-0) | Salzburg Bulls | Sportzentrum Ravelin (1200 spett.) |

| Praga 27 marzo 2011, ore 14:00 2ª giornata | Prague Panthers | 0 – 47 (0-14 0-7 0-12 0-14) | Vienna Vikings | Eden Aréna (1500 spett.) |

| Graz 9 aprile 2011, ore 14:00 3ª giornata | Graz Giants | 21 – 14 (7-0 7-0 0-13 7-21) | Vienna Vikings | UPC-Arena (1700 spett.) |

| Vienna 17 aprile 2011, ore 15:00 4ª giornata | Vienna Vikings | 28 – 24 (0-0 14-10 7-7 7-7) | Tirol Raiders | Hohe Warte Stadion (3800 spett.) |

| Villaco 25 aprile 2011, ore 16:00 5ª giornata | Black Lions | 0 – 41 (0-7 0-20 0-8 0-6) | Vienna Vikings | Stadion Villach-Lind (500 spett.) |

| Vienna 22 maggio 2011, ore 15:00 7ª giornata | Vienna Vikings | 42 – 0 (14-0 7-0 7-0 14-0) | Danube Dragons | Hohe Warte Stadion (4000 spett.) |

##### Playoff
| Vienna 12 giugno 2011, ore 15:00 Semifinale | Vienna Vikings | 19 – 14 (0-7 13-0 6-0 0-7) | Graz Giants | Hohe Warte Stadion (3500 spett.) |

| Vienna 23 giugno 2011, ore 17:00 Austrian Bowl | Tirol Raiders | 23 – 13 (7-0 6-6 7-7 3-0) | Vienna Vikings | Stadio Ernst Happel (9634 spett.) |

#### European Football League 2011

##### Playoff
| Vienna 8 maggio 2011, ore 15:00 CEST Quarti di finale | Vienna Vikings | 15 – 12 (7-6 0-6 6-0 2-0) | Calanda Broncos | Hohe Warte Stadion |

| Innsbruck 28 maggio 2011, ore 20:00 CEST Semifinale | Tirol Raiders | 13 – 10 (0-7 7-0 0-3 6-0) | Vienna Vikings | Tivoli-Neu Stadion (3900 spett.) |

#### Statistiche di squadra
| Competizione            | %Vittorie | In casa | In casa | In casa | In casa | In casa | In casa | In trasferta | In trasferta | In trasferta | In trasferta | In trasferta | In trasferta | Totale | Totale | Totale | Totale | Totale | Totale |
| Competizione            | %Vittorie | G       | V       | N       | P       | Pf      | Ps      | G            | V            | N            | P            | Pf           | Ps           | G      | V      | N      | P      | Pf     | Ps     |
| ----------------------- | --------- | ------- | ------- | ------- | ------- | ------- | ------- | ------------ | ------------ | ------------ | ------------ | ------------ | ------------ | ------ | ------ | ------ | ------ | ------ | ------ |
| AFL - Stagione regolare | .833      | 3       | 3       | 0       | 0       | 135     | 31      | 3            | 2            | 0            | 1            | 102          | 21           | 6      | 5      | 0      | 1      | 237    | 52     |
| AFL - Playoff           | .500      | 1       | 1       | 0       | 0       | 19      | 14      | 1            | 0            | 0            | 1            | 13           | 23           | 2      | 1      | 0      | 1      | 32     | 37     |
| EFL - Playoff           | .500      | 1       | 1       | 0       | 0       | 15      | 12      | 1            | 0            | 0            | 1            | 10           | 13           | 2      | 1      | 0      | 1      | 25     | 25     |
| Totale                  | .700      | 5       | 5       | 0       | 0       | 169     | 57      | 5            | 2            | 0            | 3            | 125          | 57           | 10     | 7      | 0      | 3      | 294    | 114    |

### Seconda squadra

#### Austrian Football Division 1 2011

##### Stagione regolare
| 19 marzo 2011 1ª giornata | Vienna Vikings 2 | 21 – 7 (14-0 0-0 0-0 7-7) | Traun Steelsharks |  |

| 26 marzo 2011 2ª giornata | Vienna Vikings 2 | 21 – 20 (7-0 7-7 7-7 0-6) | Vienna Knights | (500 spett.) |

| 9 aprile 2011 4ª giornata | AFC Rangers Mödling | 14 – 7 (d.t.s.) (0-0 0-0 0-7 7-0 7-0) | Vienna Vikings 2 | (450 spett.) |

| 16 aprile 2011 5ª giornata | Red Lions Hall | 0 – 31 (0-3 0-7 0-7 0-14) | Vienna Vikings 2 |  |

| 1º maggio 2011 6ª giornata | Vienna Knights | 14 – 25 (7-0 7-6 0-16 0-3) | Vienna Vikings 2 | (300 spett.) |

| 7 maggio 2011 7ª giornata | Vienna Vikings 2 | 20 – 21 (0-0 0-14 14-0 6-7) | AFC Rangers Mödling |  |

##### Playoff
| 29 maggio 2011 Semifinale | Tirol Raiders JV | 48 – 10 (14-7 31-0 0-0 3-3) | Vienna Vikings 2 | (300 spett.) |

#### Statistiche di squadra
| Competizione      | %Vittorie | In casa | In casa | In casa | In casa | In casa | In casa | In trasferta | In trasferta | In trasferta | In trasferta | In trasferta | In trasferta | Totale | Totale | Totale | Totale | Totale | Totale |
| Competizione      | %Vittorie | G       | V       | N       | P       | Pf      | Ps      | G            | V            | N            | P            | Pf           | Ps           | G      | V      | N      | P      | Pf     | Ps     |
| ----------------- | --------- | ------- | ------- | ------- | ------- | ------- | ------- | ------------ | ------------ | ------------ | ------------ | ------------ | ------------ | ------ | ------ | ------ | ------ | ------ | ------ |
| Stagione regolare | .667      | 3       | 2       | 0       | 1       | 62      | 48      | 3            | 2            | 0            | 1            | 63           | 28           | 6      | 4      | 0      | 2      | 125    | 76     |
| Playoff           | .000      | 0       | 0       | 0       | 0       | 0       | 0       | 1            | 0            | 0            | 1            | 10           | 48           | 1      | 0      | 0      | 1      | 10     | 48     |
| Totale            | .571      | 3       | 2       | 0       | 1       | 62      | 48      | 4            | 2            | 0            | 2            | 73           | 76           | 7      | 4      | 0      | 3      | 135    | 124    |

## Femminile

### Austrian Football Division Ladies 2011

#### Stagione regolare
| 1º maggio 2011 1ª giornata | Budapest Wolves Ladies | 6 – 46 (0-16 6-22 0-0 0-8) | Vienna Vikings Ladies |  |

| 7 maggio 2011 2ª giornata | Vienna Vikings Ladies | 46 – 0 | Graz Black Widows |  |

| 22 maggio 2011 3ª giornata | Graz Black Widows | 6 – 34 (0-7 6-7 0-6 0-14) | Vienna Vikings Ladies |  |

| 12 giugno 2011 5ª giornata | Vienna Vikings Ladies | 47 – 7 | Budapest Wolves Ladies |  |

#### Playoff
| 26 giugno 2011 Ladies Bowl | Vienna Vikings Ladies | 27 – 12 (0-0 13-0 6-6 8-6) | Budapest Wolves Ladies |  |

### Statistiche di squadra
| Competizione      | %Vittorie | In casa | In casa | In casa | In casa | In casa | In casa | In trasferta | In trasferta | In trasferta | In trasferta | In trasferta | In trasferta | Totale | Totale | Totale | Totale | Totale | Totale |
| Competizione      | %Vittorie | G       | V       | N       | P       | Pf      | Ps      | G            | V            | N            | P            | Pf           | Ps           | G      | V      | N      | P      | Pf     | Ps     |
| ----------------- | --------- | ------- | ------- | ------- | ------- | ------- | ------- | ------------ | ------------ | ------------ | ------------ | ------------ | ------------ | ------ | ------ | ------ | ------ | ------ | ------ |
| Stagione regolare | 1.000     | 2       | 2       | 0       | 0       | 93      | 7       | 2            | 2            | 0            | 0            | 80           | 12           | 4      | 4      | 0      | 0      | 173    | 19     |
| Ladies Bowl       | 1.000     | 1       | 1       | 0       | 0       | 27      | 12      | 0            | 0            | 0            | 0            | 0            | 0            | 1      | 1      | 0      | 0      | 27     | 12     |
| Totale            | 1.000     | 3       | 3       | 0       | 0       | 120     | 19      | 2            | 2            | 0            | 0            | 80           | 12           | 5      | 5      | 0      | 0      | 200    | 31     |